# アトランティック・コンベアー
アトランティック・コンベアー（SS Atlantic Conveyor）は、ACL（アトランティック・コンテナ・ライン）が運航していたROROコンテナ船。1982年のフォークランド紛争で徴用され戦没した。尚、同名で1985年に竣工した2代目が存在するが、本項では1970年竣工の初代について解説する。

## 概要
ACLが1969年～1970年に6隻建造したG2級の1隻で、1970年イギリスのスワン・ハンター社で竣工し、欧州～北米間の大西洋航路に就航した。
船尾ランプを用いたRORO荷役や車両搭載も可能なコンテナ船で、船主はキュナード・ラインである。
尚、G2級6隻のうち、キュナード・ライン所有でスワン・ハンター社建造船は本船と「アトランティック・コーズウェイ（Atlantic Causeway）」の2隻で、他の4隻は他船社の所有で建造所も異なっていた。
1982年に発生したフォークランド紛争で、本船はアトランティック・コーズウェイと共にイギリス海軍に徴用され、航空機等の輸送船となった。
同年5月25日、アルゼンチン海軍のシュペルエタンダール攻撃機がイギリス空母「ハーミーズ」を狙って発射したエグゾセが本船に命中し爆発、乗員12名（商船員6名、海軍補助艦隊員3名、海兵隊員3名）が死亡した。
大破した船は30日に沈没した。運搬していた航空機のうち、空母「ハーミーズ」に移送済みだったハリアーと、フリゲート艦「グラスゴー」への補給物資の移送を行っていた1機のチヌークHC.1「ブラヴォー・ノヴェンバー」は難を逃れたが、前記の「ブラヴォー・ノヴェンバー」を除いた3機のチヌークHC.1や6機のウェセックス等のヘリコプターが本船と共に失われた。